# Vincenzo Castellano
Vincenzo Castellano (Taranto, 20 ottobre 1924 – Taranto, 6 dicembre 1999) è stato un calciatore italiano, di ruolo attaccante.

## Carriera
Milita nell'Arsenale di Taranto, dapprima nel Torneo misto pugliese (nella stagione "non ufficiale" 1944-1945), poi nella Serie C centro-meridionale del 1945-1946, in cui scende in campo almeno in 15 gare e mette a segno 8 reti; debutta in Serie B, sempre con gli arsenaliani nella stagione 1946-1947, disputando 31 gare e segnando 4 reti.
Dopo la fusione tra Arsenale e Taranto, milita nella nuova Arsenaltaranto per altri otto anni, totalizzando 240 presenze di cui 107 in Serie B.
Dopo la retrocessione in Serie C avvenuta nel 1950, gioca per quattro anni nella terza serie raggiungendo nuovamente la Serie B al termine del campionato di Serie C 1953-1954.
Nel 1959 è allenatore e giocatore del Mesagne che disputa gli spareggi promozione della Prima Categoria pugliese.

## Palmarès

### Club

#### Competizioni nazionali
- Serie C: 1

Arsenalaranto: 1953-1954